# Šarabha

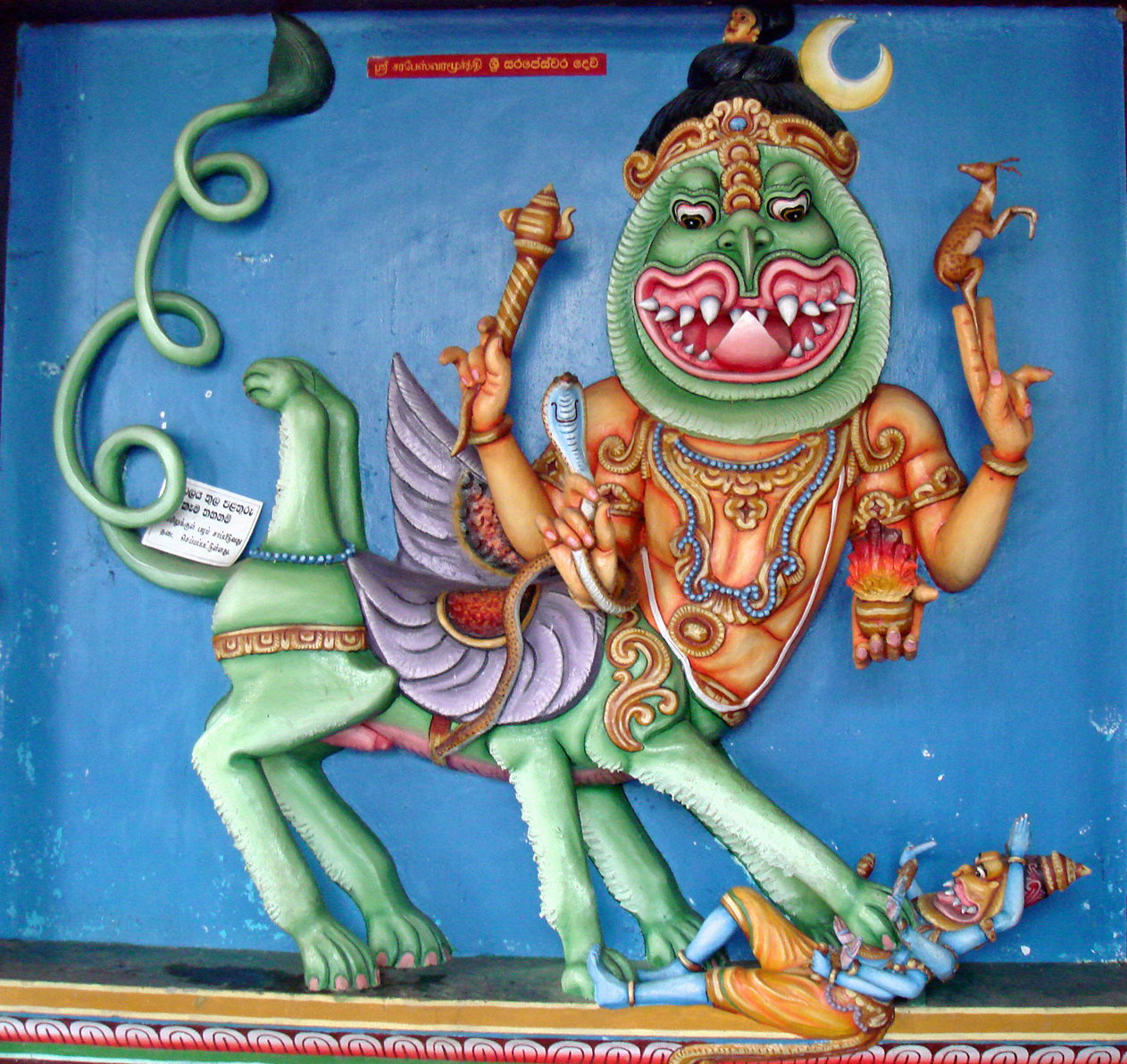
Jedno z mnoha zpodobnění božstva Šarabhy.

Šarabha je tvor z hinduistické mytologie. Měl podobu třírohého draka nebo chiméry tvořené zčásti znaky dravých šelem, ptáků i plazů. V Západní Indii byly tomuto mytickému tvoru (či božstvu) zasvěcovány chrámy a je možné, že podobu Šarabhy ovlivnily objevy pozdně křídových dinosauřích fosilií v místních sedimentech geologického souvrství Lameta.